# Massakern i Hama

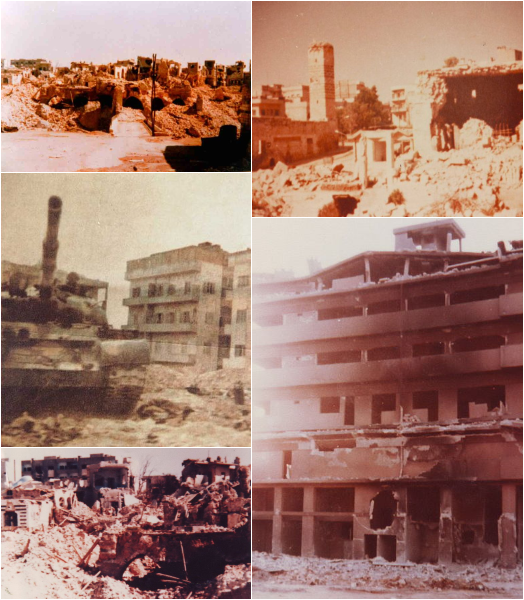
Förödelse i Hama

Massakern i Hama ägde rum i februari 1982 när den syriska regeringen, ledd av Hafez al-Assad, bombade staden Hama, för att kväsa ett uppror av det Muslimska brödraskapet och andra islamistiska grupper. Olika källor anger antalet döda till mellan 7 000 och 25 000 människor, inklusive cirka 1 000 soldater. 